# Sunflower (Post Malone e Swae Lee)
Sunflower è un singolo dei rapper statunitensi Post Malone e Swae Lee, pubblicato il 18 ottobre 2018 come estratto dalla colonna sonora del film Spider-Man - Un nuovo universo.

## Accoglienza
Sunflower è stata accolta positivamente dalla critica. Per Billboard, Gil Kaufman l'ha definita «una ballata funky e sognante» dopo averne ascoltato un'anteprima. Israel Daramola di Spin ha definito Sunflower «gloriosa e piena di sentimento». Patrick Doyle di Rolling Stone ha reputato il brano «iper-accattivante» come «un diario di una relazione rocciosa, che fa da linea tra hip hop e dream pop». Sara Salamat di Bam! Smack!  Pow! l'ha chiamata «carina, allegra e piacevole».

## Video musicale
Il video musicale è stato reso disponibile il 18 ottobre 2018, in concomitanza con l'uscita del brano, attraverso il canale YouTube di Post Malone.

## Tracce
Testi e musiche di Austin Post, Khalif Brown, Louis Russell Bell, William Walsh, Carter Lang e Carl Rosen.
1. Sunflower – 2:39

## Formazione
Musicisti
- Post Malone – voce
- Swae Lee – voce
- Louis Bell – programmazione, strumentazione
- Carter Lang – programmazione, strumentazione

Produzione
- Louis Bell – produzione, ingegneria del suono, registrazione
- Carter Lang – produzione
- Michael "DJ Mike D" Adachi – ingegneria del suono
- Manny Marroquin – missaggio
- Mike Bozzi – mastering
- Chris Galland – assistenza al missaggio
- Robin Florent – assistenza al missaggio
- Scott Desmarais – assistenza al missaggio
- Jeremie Inhaber – assistenza al missaggio

## Successo commerciale
Sunflower ha debuttato alla 9ª posizione della Billboard Hot 100 statunitense, diventando la quinta top ten di Post Malone e la seconda di Swae Lee. Durante la sua prima settimana di disponibilità ha accumulato 24 000 copie digitali, 24,2 milioni di riproduzioni streaming e 13,2 milioni di ascoltatori radiofonici, entrando alla 6ª posizione della Digital Songs e all'8ª della Streaming Songs. Ha in seguito raggiunto la vetta della classifica, rendendola la terza numero uno di Post Malone e la prima di Swae Lee da solista, dopo aver regnato con Black Beatles come metà del duo Rae Sremmurd; è quindi divenuto il primo artista ad ottenere una numero uno dapprima come membro di un duo o di un gruppo e poi da solista da Justin Timberlake, che ci è riuscito nel 2000 e nel 2016. Ha completato trentatré settimane non consecutive tra i primi dieci posti, condividendo ai tempi il record di canzone più longeva nella regione con Shape of You di Ed Sheeran e Girls like You dei Maroon 5 con Cardi B.
A febbraio 2024 Sunflower ha stabilito il primato per il singolo con il livello di certificazione più alto ricevuto negli Stati Uniti d'America (doppio diamante).

## Classifiche

### Classifiche settimanali
| Classifica (2018-22) | Posizione massima |
| -------------------- | ----------------- |
| Argentina            | 51                |
| Australia            | 1                 |
| Austria              | 19                |
| Belgio (Fiandre)     | 15                |
| Belgio (Vallonia)    | 14                |
| Canada               | 1                 |
| Corea del Sud        | 160               |
| Croazia              | 44                |
| Danimarca            | 3                 |
| Estonia              | 4                 |
| Finlandia            | 8                 |
| Francia              | 63                |
| Germania             | 36                |
| Grecia               | 8                 |
| Irlanda              | 3                 |
| Islanda              | 9                 |
| Italia               | 33                |
| Lettonia             | 3                 |
| Lituania             | 3                 |
| Malaysia             | 1                 |
| Norvegia             | 6                 |
| Nuova Zelanda        | 1                 |
| Paesi Bassi          | 33                |
| Panama               | 59                |
| Polonia              | 81                |
| Portogallo           | 13                |
| Regno Unito          | 3                 |
| Repubblica Ceca      | 7                 |
| Singapore            | 2                 |
| Slovacchia           | 6                 |
| Spagna               | 96                |
| Stati Uniti          | 1                 |
| Sudafrica            | 96                |
| Svezia               | 4                 |
| Svizzera             | 22                |
| Ungheria             | 5                 |

### Classifiche di fine anno
| Classifica (2018) | Posizione |
| ----------------- | --------- |
| Australia         | 85        |
| Ungheria          | 70        |
| Classifica (2019) | Posizione |
| Australia         | 4         |
| Belgio (Fiandre)  | 94        |
| Belgio (Vallonia) | 61        |
| Canada            | 2         |
| Corea del Sud     | 198       |
| Danimarca         | 20        |
| Francia           | 148       |
| Irlanda           | 12        |
| Islanda           | 56        |
| Lettonia          | 6         |
| Malaysia          | 3         |
| Norvegia          | 34        |
| Nuova Zelanda     | 2         |
| Paesi Bassi       | 100       |
| Portogallo        | 32        |
| Regno Unito       | 15        |
| Singapore         | 4         |
| Stati Uniti       | 2         |
| Svezia            | 20        |
| Svizzera          | 74        |
| Ungheria          | 25        |
| Classifica (2020) | Posizione |
| Australia         | 47        |
| Portogallo        | 135       |
| Regno Unito       | 80        |
| Classifica (2021) | Posizione |
| Australia         | 67        |
| Regno Unito       | 93        |
| Classifica (2022) | Posizione |
| Australia         | 51        |
| Classifica (2023) | Posizione |
| Australia         | 42        |
| Classifica (2024) | Posizione |
| Australia         | 77        |

### Classifiche di fine decennio
| Classifica (2010-19) | Posizione |
| -------------------- | --------- |
| Australia            | 61        |
| Stati Uniti          | 11        |

### Classifiche di tutti i tempi
| Classifica (1958-2021) | Posizione |
| ---------------------- | --------- |
| Stati Uniti            | 75        |